# Черкаска
Черкаска (укр. Черкаська) — река в Чортковском районе Тернопольской области, Украина. Правый приток Серета (бассейн Днестра).
Длина реки 25 км. Площадь водосборного бассейна 96 км². Уклон 5,6 м/км. Долина V-образная, глубина в низовьях до 50-60 м, ширина до 2,2 км. Русло слабоизвилистое, шириной 2-5 м (в низовьях). Питание смешанное, с преобладанием снегового. Ледостав с декабря до марта. Используется для хозяйственных нужд.